# Gare de Magenta (Lombardie)
Pour les articles homonymes, voir Magenta.
Ne doit pas être confondue avec la Gare de Magenta à Paris.
La gare de Magenta (en italien, Stazione di Magenta) est une gare ferroviaire italienne de la ligne de Turin à Milan, située sur le territoire de la ville de Magenta, dans la province de Milan en région de Lombardie.

## Situation ferroviaire
Établie à environ 139 mètres d'altitude, la gare de Magenta est située au point kilométrique (PK) 120,421 de la ligne de Turin à Milan entre les gares de Trecate et de Corbetta - Santo-Stefano-Ticino.